# Рождественская волость (Фатежский уезд)
Рожде́ственская во́лость — упразднённая административно-территориальная единица, существовавшая в составе Фатежского уезда Курской губернии. Административным центром было сельцо Знаменское.

## География
Располагалась в центральной части уезда, занимала территории южнее Фатежа. По состоянию на 1877 год площадь волости составляла 16 958 десятин (около 185 кв. км) — 5-е место по уезду.

## История
Образована в ходе крестьянской реформы 1861 года. Территория волости неоднократно менялась. К 1877 году часть территории волости была передана в новообразованную Миленинскую волость. Упразднена между 1877 и 1885 годами путём раздела территории между Большежировской, Дмитриевской и Миленинской волостями.

## Состав волости
В 1877 году в состав волости входили 23 сельских общества, 23 общины, 18 населённых пунктов. Ниже приведён список наиболее значимых населённых пунктов:
- Знаменское
- Миролюбово
- Покровское
- Солдатское
- Сухочево
- Рождественское

Также в состав волости в разное время входили следующие населённые пункты: Верхний Хотемль, Гончаровка, Дмитриевка, Журавец, Костина, Кофановка, Курашовка, Портина, Ребендер, Репринка, Рудка, Умские Дворы, Чаплыгина, Шахово, Шмарное, Любаж-Колодезь (Гуровка) и другие.